# أكشاك الأصابع وأصابع القدم المصرية
أكشاك الأصابع وأصابع القدم المصرية عبارة عن قطع من المجوهرات الذهبية تستخدم لحماية الأصابع أثناء الدفن. تم استخدام هذه الأكشاك خلال الأسرة المصرية الثامنة عشر، بالإضافة إلى العصور المصرية القديمة الأخرى، وكان يُعتقد أنها تحمي المتوفى من الأخطار السحرية والجسدية، مثل التلف الذي قد يحدث أثناء عملية التحنيط. بالإضافة إلى ذلك، تم استخدامها في بعض الأحيان من أجل استبدال الأصابع المفقودة على المتوفى، حيث كان يعتقد أن الجسد الكامل ضروري لمرور ناجح إلى الحياة الآخرة. يعكس هذا الاعتقاد أسطورة إيزيس وأوزوريس، الذي جمعت زوجته إيزيس جسده معًا، مما جعله أول مومياء. تم دفن بعض المومياوات بالأطراف الصناعية التي استخدموها في الحياة، بدلاً من أكشاك أصابع القدم المصممة خصيصًا للدفن. تم العثور على هذه الأكشاك بشكل أكثر شيوعًا على بقايا الملوك. تم اكتشاف أكشاك أصابع القدم في مقبرة توت عنخ آمون، وتم اكتشاف مجموعة كاملة تقريبًا من أكشاك الأصابع وأصابع القدم في مقبرة ثلاث من زوجات تحتمس الثالث في طيبة. تُعرض مجوهرات الزوجات حاليًا في متحف المتروبوليتان للفنون. الأكشاك الموجودة في هذه المقبرة هي من أقدم الأكشاك المعروفة، والتي نشأت من أوائل الأسرة الثامنة عشر. ومن الأمثلة الباقية على مرابط أصابع القدم قبر بسوسنس الأول، حاكم الأسرة الحادية والعشرين. على الرغم من أن العديد من الأمثلة الباقية لأكشاك الأصابع وأصابع القدم قد نشأت من الأسرة الثامنة عشر، إلا أنها استخدمت في معظم مصر القديمة، بما في ذلك العصر البطلمي والروماني. على سبيل المثال، تم العثور على مومياء واحدة من هذه الفترة بأكشاك منحوتة للأصابع الذهبية، مماثلة لتلك التي تم اكتشافها من فترات سابقة. على الرغم من أن أفراد العائلة المالكة والطبقات العليا كان لديهم عادةً أكشاك مصنوعة من الذهب أو الفضة، استخدم المصريون الأقل ثراءً مواد أخرى، بما في ذلك الخشب والحجر أو الطين. من أجل توفير الحماية السحرية للمتوفى، تم إجراء صلاة لأوزوريس أثناء إنشاء الأكشاك. كانت الأكشاك في كثير من الأحيان مفصلة للغاية، مع مسامير منحوتة وميزات أخرى، مثل الحلقات.

## معرض

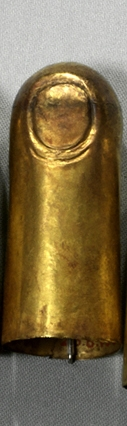
كشك الإصبع
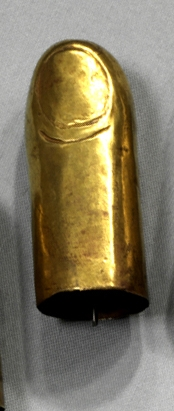
كشك إصبع القدم
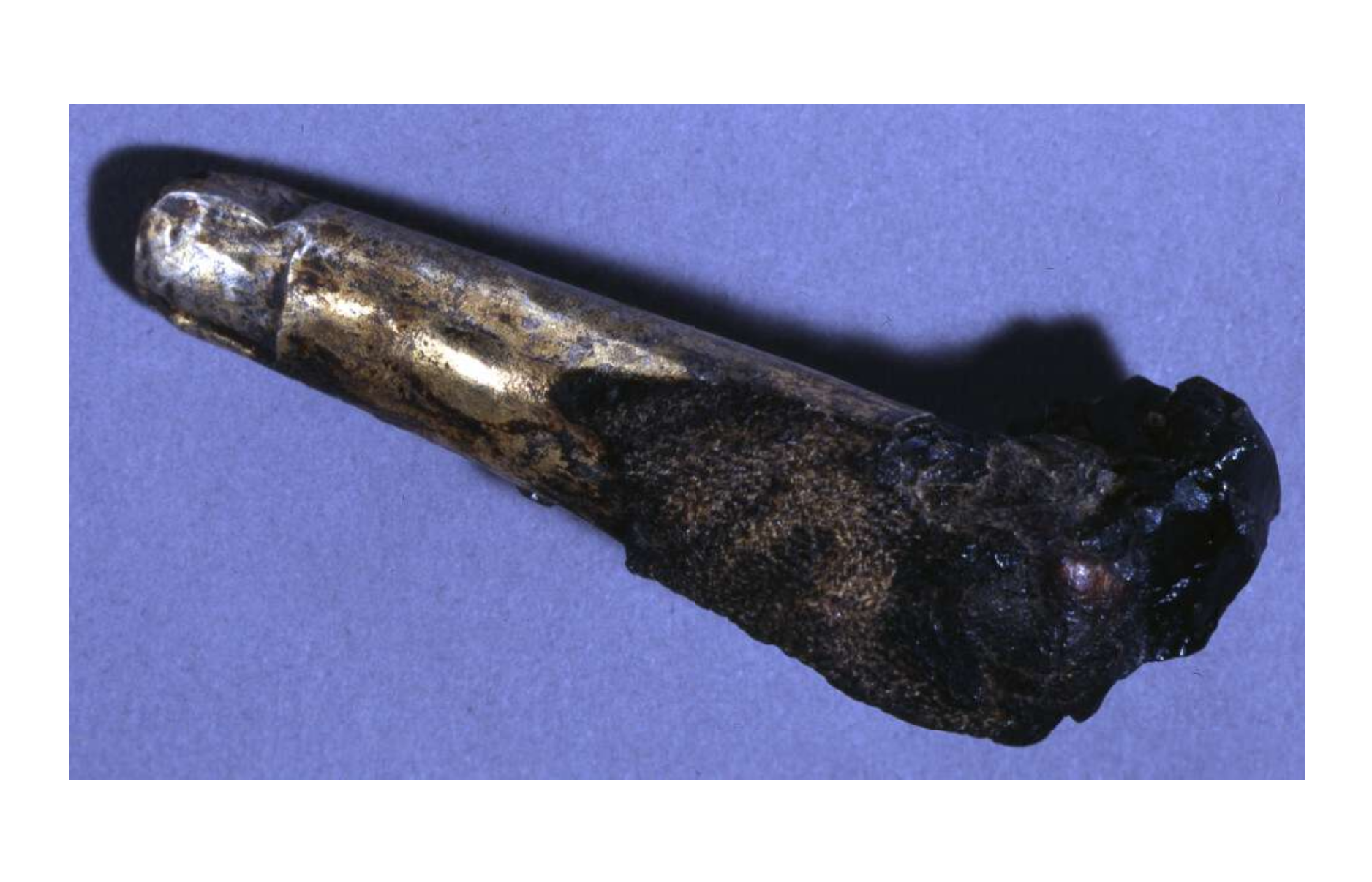
إصبع مومياء مغلف بمقصورة فضية